# Rubens Matuck
Rubens Matuck (São Paulo, 1952)  é um escritor, ilustrador, gravador, pintor, aquarelista, escultor, desenhista, designer gráfico, quadrinista e professor de arte brasileiro.

## Formação Artística
Vindo de uma família de artistas, sendo seus irmãos os artistas: Carlos Matuck e Artur Matuck. Formado em Arquitetura pela FAU-USP, em 1977. Tem nos anos 70  sua formação inicial, com o artista plástico moldávio Samson Flexor, frequentando também o ateliê de pintura de Aldemir Martins. Sua  formação neste período também inclui a gravura, com Evandro Carlos Jardim e Renina Katz e na escultura com Van Acker. Nos anos 80, tem contato com novas técnicas como a fotogravura com Thereza Miranda, além disso complementa seus estudos com Cláudio Kubrusly aprendendo a linguagem fotográfica. Faz cursos de fabricação de papel artesanal com Otávio Roth e também com  o artista Jorge Mori é aluno de pintura a óleo.

## Letras e escultura
Rubens Matuck iniciou sua pesquisas sobre as letras ainda na Faculdade de Arquitetura da USP em 1973, esculpindo e criando caixas de madeira com images tridimensionais das letras. Este estudo pessoal sobre a história da caligrafia e das próprias letras, acompanharam todo seu trabalho, influenciando inclusive na criação de sua obra maior a Historia em Quadrinhos: As Aventuras de Sir Charles Mogadon & do Conde Euphrates de Açafrão. Nos anos 80 foi quando Matuck teve aulas com o escultor José Antônio Van Acker, onde aprendeu modelagem e teve aulas de entalhe com o mestre. Sua obra escultória abriu horizontes e passou então a realizar temas como retratos, árvores e paisagens. Entre as maiores obras e mais importantes está a escultura em Cedro de 7 metros de altura colocada no vão do Hotel Almenat em São Paulo, esta obra durou quatro meses para ser realizada e contou com o auxílio do marceneiro Hugo Scigliano em 2001.

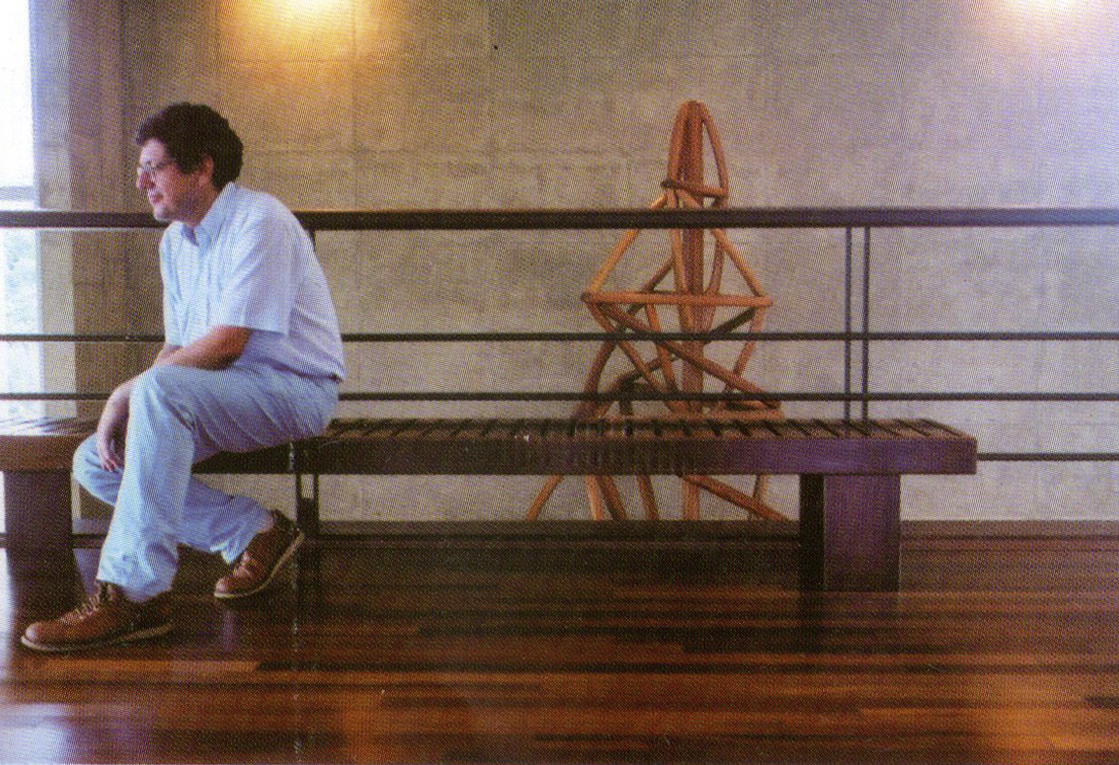
Rubens Matuck ao lado de sua escultura no Hotel Almenat, 2001.

## Escritor e ilustrador
De 1968 a 1994, Matuck trabalha como ilustrador para diversos segmentos entre eles os jornais: Última Hora, Jornal da Tarde, Folha da Tarde, O Estado de S. Paulo  e as revistas: Playboy, Visão, Exame, Claudia, ISTOÉ, entre outras. Faz ilustrações e capas de livros, cria logotipos e também trabalhos de tipografia. Em 1979 funda a Editora João Pereira, em São Paulo, com Feres Lourenço Khoury, Luise Weiss e Rosely Nakagawa.

### Principais livros
- Série: O Cerrado, O Pantanal, A Amazônia - Ed. Biruta(1987)
- O Menino de Olho-d'água com José Paulo Paes - Ed.Ática(1991)
- Tudo É Semente com Carlos Matuck - Companhia das Letrinhas(1993)
- Plantando uma Amizade - Studio Nobel(1996)
- Aldemir Martins: No lápis da vida não tem borracha com Nilson Moulin- Callis(1999)
- Leonardo Desde Vinci com Nilson Moulin - Ed. Cortez(2007)
- As Aventuras de Sir Charles Mogadon & do Conde Euphrates de Açafrão com Artur e Carlos Matuck - Terceiro Nome(2010) [2]

## Prêmios
- Prêmio Jabuti para O Menino do Olho d´Água de melhor livro infantil e melhor ilustração (1991)[2]
- Prêmio Ofélia Fontes pelo livro O Menino de Olho d'Água (1991)
- Prêmio Adolfo Aizen UBE, categoria infantil, com o livro O Menino de Olho d´Água(1992)
- Prêmio Salon du livre et de jeunesse e Prêmio Jabuti na categoria ilustrações pelo seu livro A Sumaumeira (1992/93)
- 35º Prêmio Jabuti pela ilustração do livro infantil O Sapato Furado de Mario Quintana (1993)
- 23º Troféu HQ Mix pela História em Quadrinhos As Aventuras de Sir Charles Mogadon & do Conde Euphrates de Açafrão, melhor Publicação Independente e Edição Única(2010)

## Exposições
Como artista plástico Rubens Matuck participou de exposições no Brasil e no exterior. Entre suas Mostras Individuais de destaque estão: O Papel como Suporte na Pinacoteca do Estado de São Paulo(1978) no SESC Paulista (1981), Galeria Tenda (1982),  Galeria São Paulo (1986), Bienal de São Paulo (1987), no MASP (1998), Desenhos em Washington, DC (2001), Amazônia na Bienal de São Paulo (2007), Galeria Choque Cultural (2008), Galeria Maki em Tokio (2009) e na Galeria Graphias (2010). Em 2015 realiza uma de suas principais exposições com mais de 700 obras, intitulada "Tudo é Semente" no Sesc Interlagos.

### Cadernos de Viagens
Ao longo de sua carreira Rubens Matuck realizou diversos Cadernos de Viagens com aquarelas e desenhos acerca dos lugares  e culturas no qual conheceu. Estas viagens que realiza desde 1985, do Norte ao Nordeste do Brasil conhecendo paisagens exóticas, tendo contato até com tribos indígenas e múltiplas culturas, visitando países como: China, Taiwan, Japão, Dinamarca, Noruega, Bélgica, França, Polônia, Itália, Portugal, Uruguai, Argentina e EUA, onde realizou desenhos para seus cadernos e exposições.